# Škoda 110 R
De Škoda 110 R is een coupé van AZNP onder de merknaam Škoda, die tussen 1970 en 1980 werd geproduceerd.

## Geschiedenis
De 110 R werd in 1970 voorgesteld in Brno en volgde de sportieve Škoda 1000 MBX/1100 MBX op. Het model was gebaseerd op de Škoda 110 maar had de sterkere 52 pk-versie van Škoda's viercilinder 1.1 liter (1107 cc) motor, die ook werd gemonteerd in de Škoda 110 LS sedan na de introductie ervan in 1971. Met een handgeschakelde vierversnellingsbak haalde de 110 R een topsnelheid van 145 km/u en accelereerde in 18,5 seconden naar 100 km/u.
Het ontwerp sloot nauw aan bij de sedans maar had slechts twee deuren en een opvallende schuin aflopende achterzijde. Gedurende het grootste deel van de productieperiode had de 110 R vier koplampen maar in de vroegste productiejaren (slechts) twee.
In 1972 bood de toenmalige Nederlandse importeur Englebert uit Voorschoten de 110 R aan voor 7598,10 gulden. In 1978 was de prijs gestegen tot 9.881 gulden.
De productie eindigde in 1980 om plaats te maken voor de opvolger, de Škoda Garde (de coupéversie van de Škoda 105/120-serie) die in november 1981 werd geïntroduceerd.

### Škoda 130 RS
Voor de motorsport werd de basisversie aangepast om het rallyspecifieke homologatiemodel Škoda 130 RS te maken. De 130 RS had een andere carrosserie dan de seriematige coupé, gemaakt van aluminium en kunststof en met een veiligheidskooi van stalen buizen. De rallyauto bereikte topsnelheden tot 220 km/u, afhankelijk van de eindoverbrenging. Daarvan afgeleid waren de 1.8 liter 180 RS en 2.0 liter 200 RS-specials.

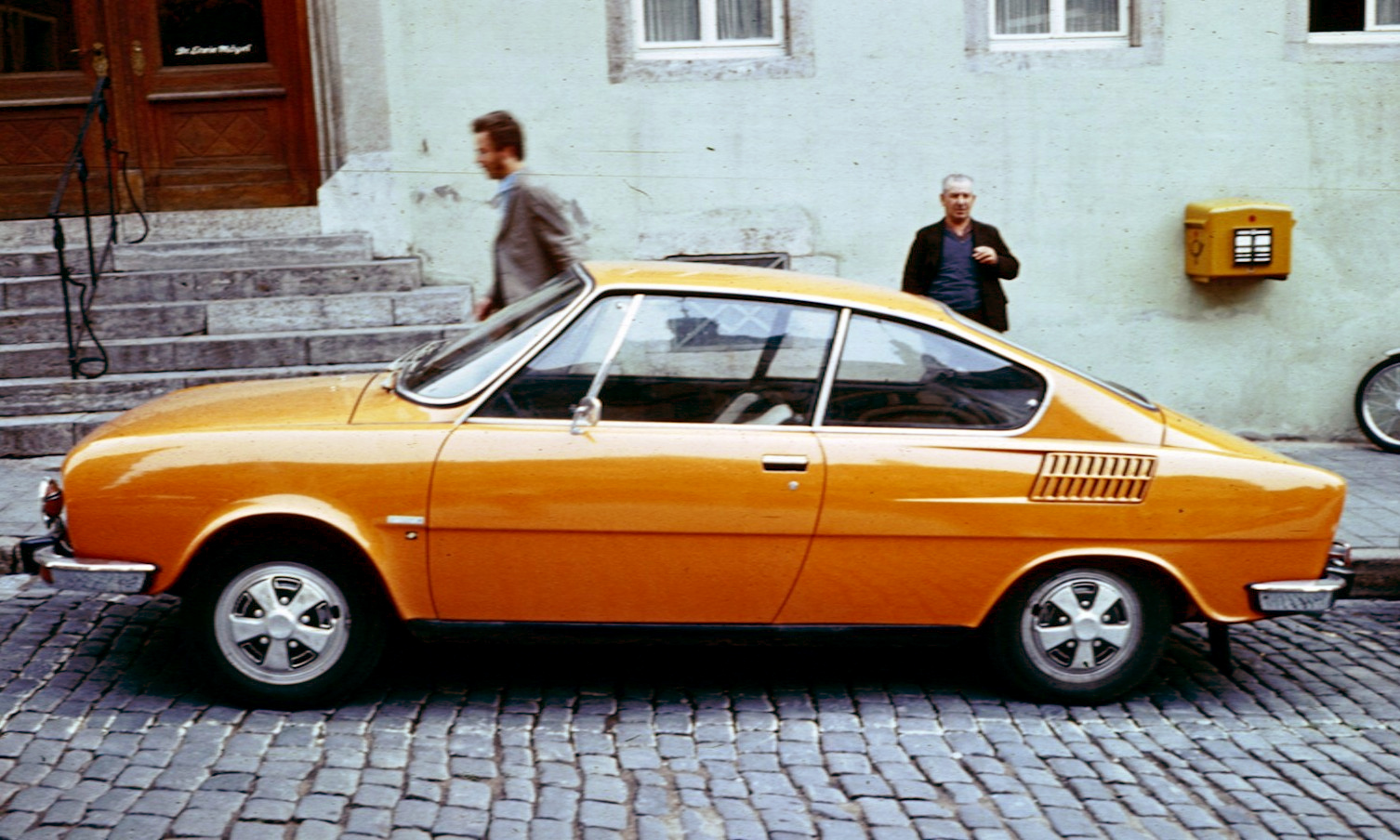
zijaanzicht
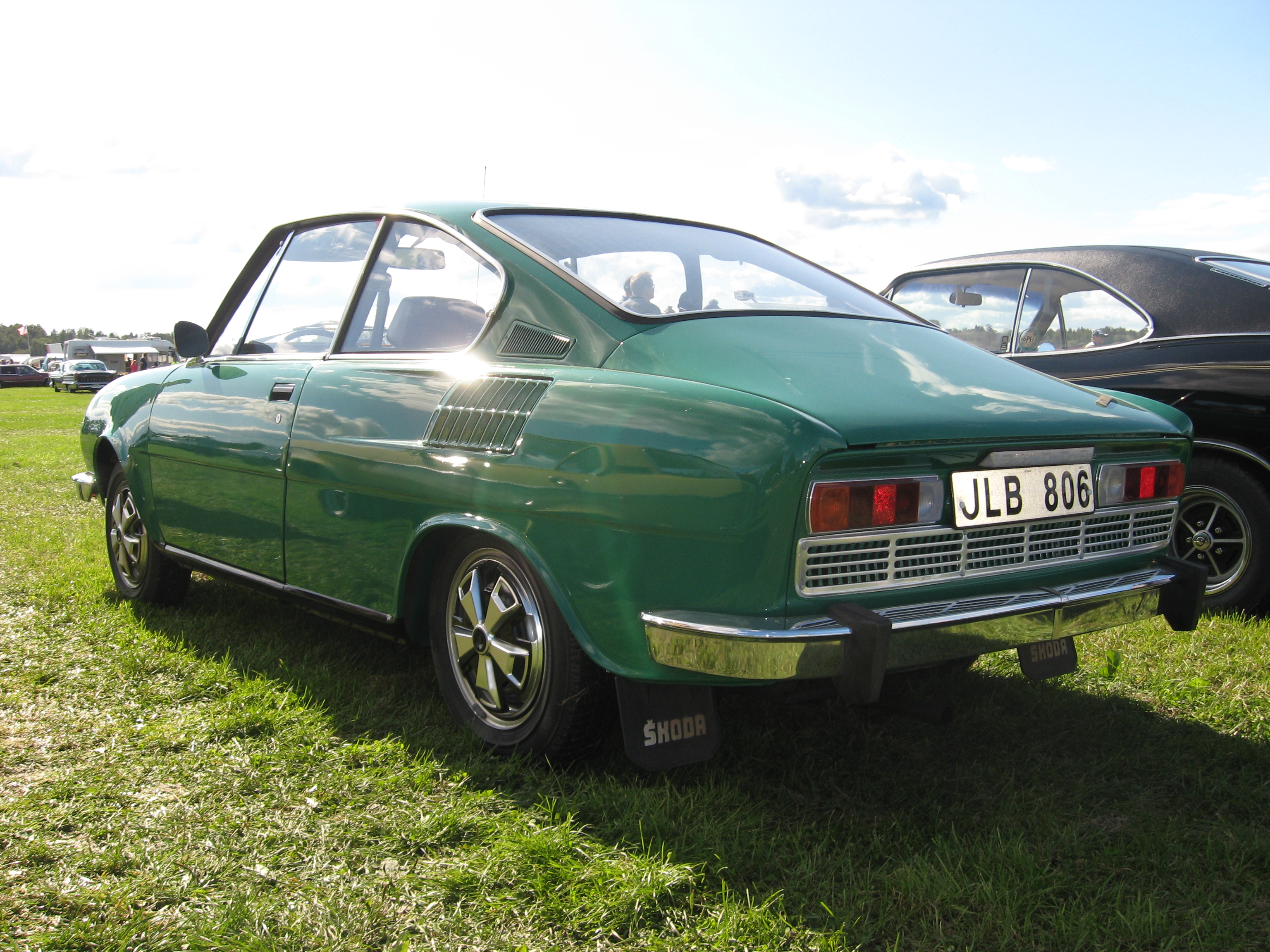
achteraanzicht
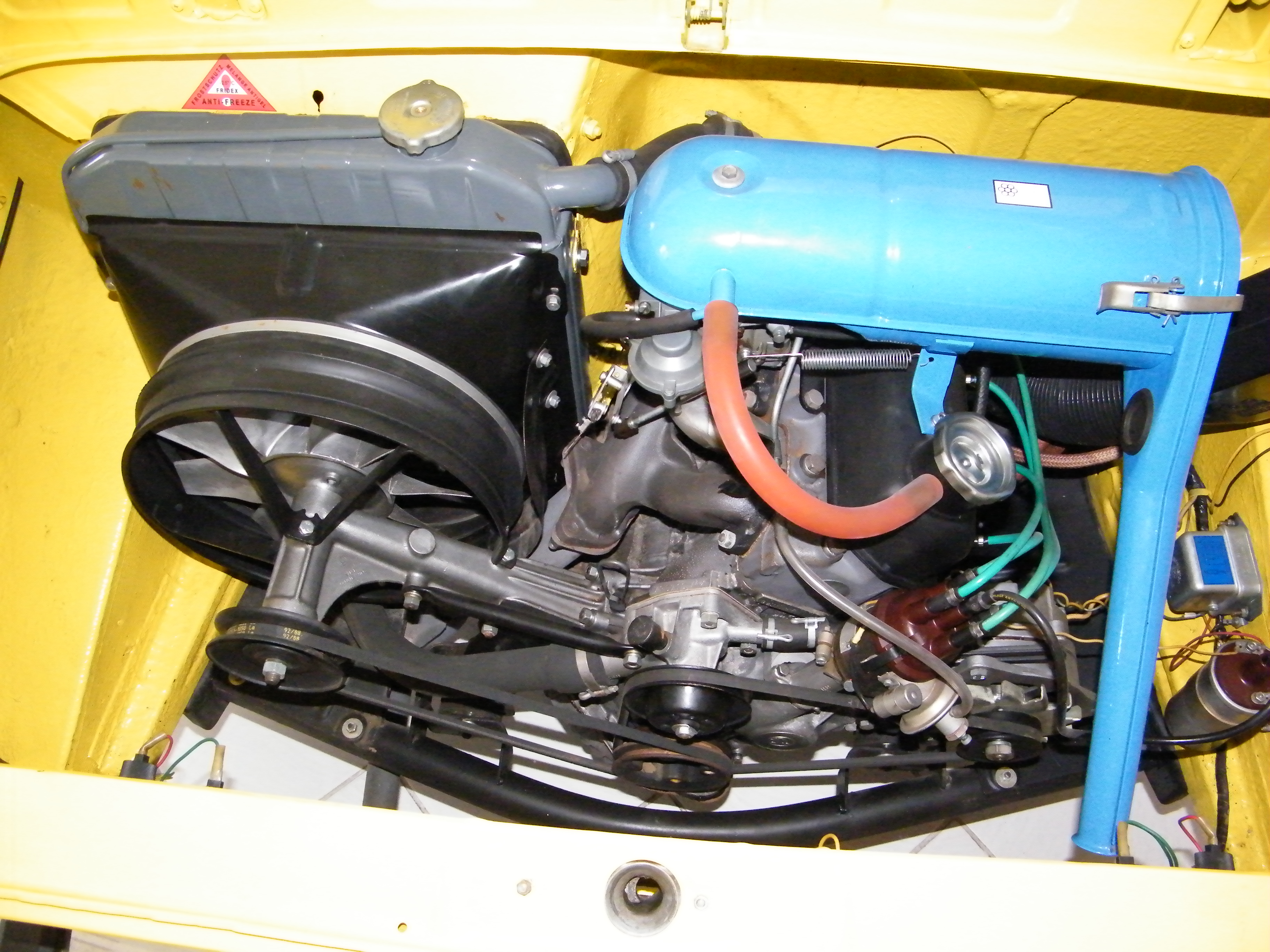
motor van de 110R
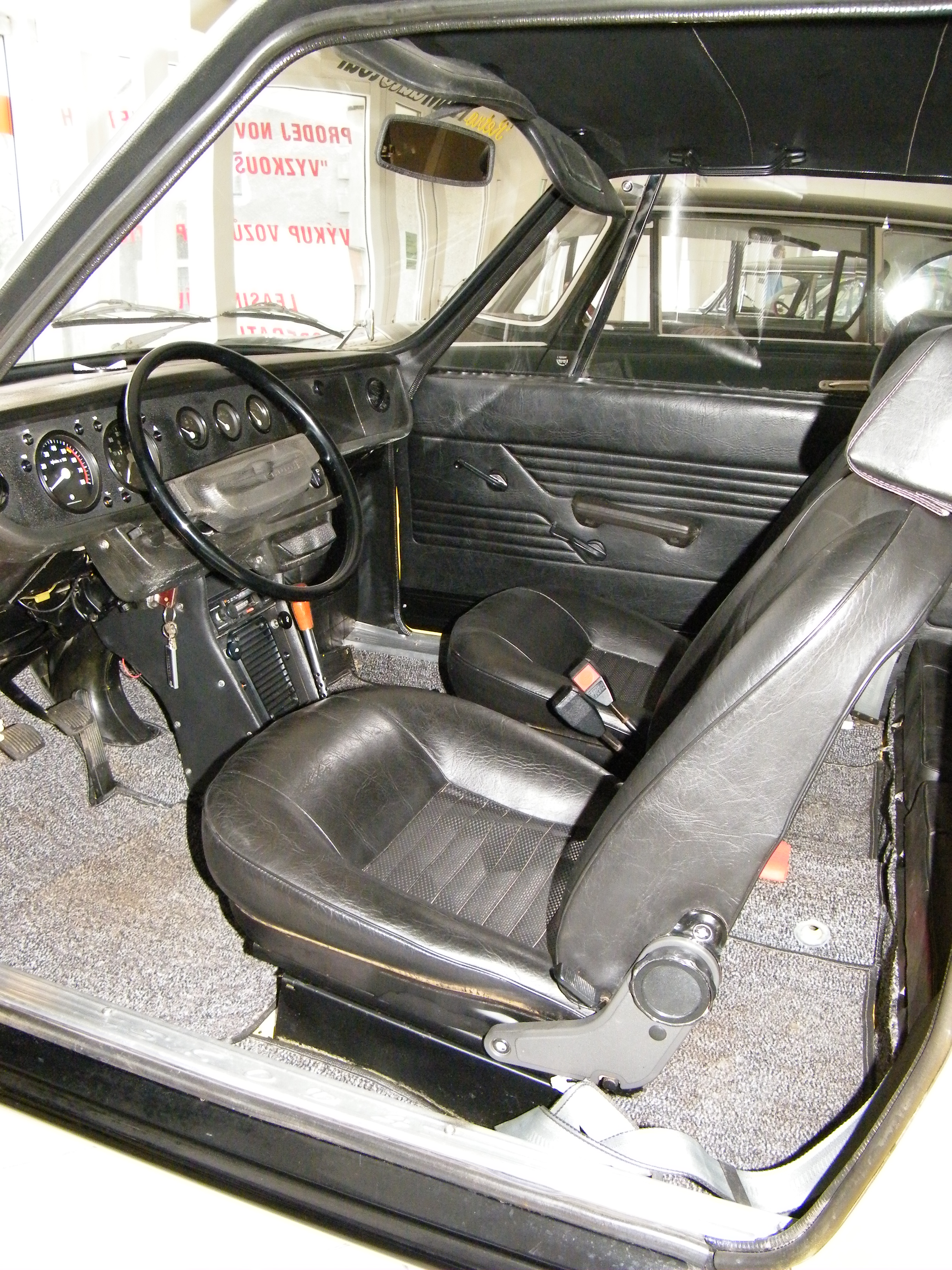
interieur van de 110R
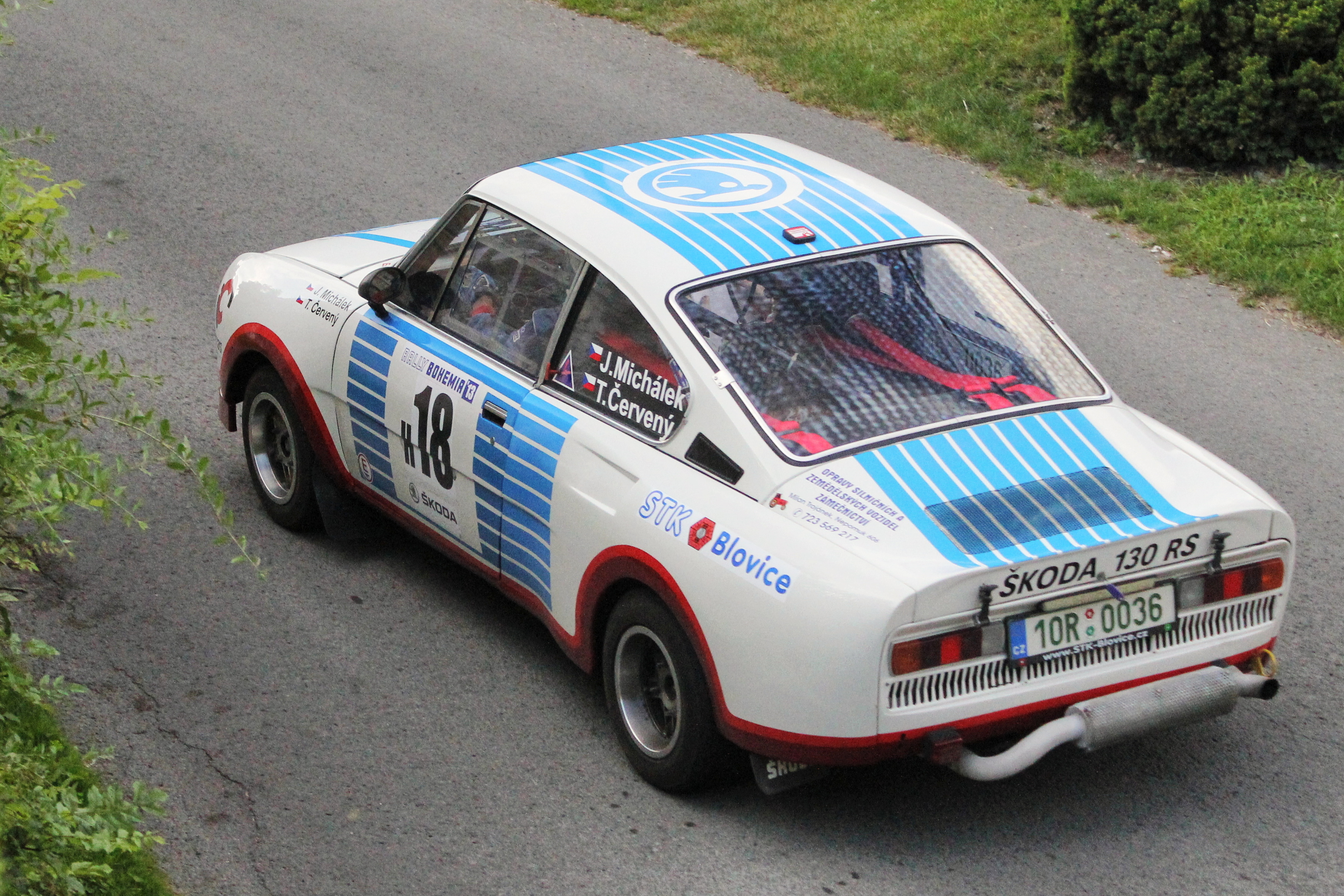
Škoda 130 RS